# Appenzeller Pantli

L'Appenzeller Pantli è una specialità regionale appenzellese con certificazione IGP a base di salsiccia affumicata o essiccata. Viene consumata cruda e è caratterizzata dal suo aroma all'aglio. È lunga dai 30 a 50 centimetri e può pesare dagli 80 ai 400 grammi.

## Origine e delimitazione
L'Appenzeller Pantli viene prodotto nei cantoni di Appenzello Esterno, Appenzello Interno e San Gallo (comuni di Thal, Eggersriet, San Gallo e Gossau). La zona geografica tradizionale di produzione è quella dell'Alpstein.

## Storia
Secondo il dizionario di svizzero-tedesco Schweizerisches Idiotikon, il Pantli è un "qualcosa di molto grande, spesso e paffuto nel suo genere". Il termine, che è anche un cognome svizzero, è noto anche come Bantli e, nella sua forma più antica risalente al 1360, Benteli. Nel 1900 il termine Bantli veniva usato per definire una bambola giocattolo, uno spaventapasseri di paglia, o una grossa bambola di paglia seppellita durante le feste di carnevale appenzellesi. Veniva però anche utilizzato come insulto per ragazzi poco svegli, donne disordinate, figli illegittimi e animali.
I primi riferimenti all'Appenzeller Pantli risalgono a fine XIX secolo. A quel periodo risalirebbe la prima fotografia, proveniente da una fiera commerciale. Nel libro di cucina Alles ist Wurst viene menzionata la produzione del Pantli da parte della famiglia dell'autore a partire dal 1896, mentre nel 1892 veniva menzionato dal quotidiano Zürcher Tagblatt con il nome di "Appenzeller Landjäger". Prima della Seconda guerra mondiale veniva riferito di alcuni Pantli lunghi fino a un metro invece dei tradizionali 30-50 centimetri.
Assieme a altri prodotti regionali come il Mostbröckli, l'Appenzeller Pantli ha un'alta componente di carne bovina. La ragione è che a fine XIX l'allevamento di suini aveva un ruolo secondario rispetto a quello di bovini.  Vista la popolarità della carne suina, i tagli migliori di carne bovina venivano affumicati in modo da avere lo stesso sapore del maiale affumicato.
Il 25 gennaio 2018 l'Ufficio federale dell'agricoltura ha inserito l'Appenzeller Pantli nell'elenco dei prodotti svizzeri a origine geografica protetta. Da allora può fregiarsi del marchio IGP se i produttori soddisfano i requisiti del disciplinare.

## Preparazione
L'Appenzeller Pantli è simile al Landjäger e al Klüpler o Klübler, ed è composto prevalentemente da carne bovina a grana fine e carne di manzo, con aggiunta di carne di maiale e lardo All'incirca due terzi del prodotto sono composti da carne e il restante terzo da lardo. Vengono poi aggiunti aglio, pepe, sale e in alcuni casi anche vino. Possono essere anche usati altri tipi di spezie, zuccheri e fermenti (Lactobacillus, Staphylococcus alimentari, Micrococcus). Come additivi sono consentiti anche esaltatori di sapidità (glutammato monosodico), antiossidanti (acido ascorbico, ascorbato di sodio, palmitato di ascorbile), regolatori d’acidità (citrato di sodio, glucono-delta-lactone) e conservanti (sorbato di potassio). Non è invece consentita secondo il disciplinare IGP l'aggiunta di cotenna, pasta di base macinata fine, polifosfati di sintesi, aroma d’affumicato, altri tipi di proteine vegetali e animali, e interiora.
La carne viene insaccata in un budello naturale o in un collagene commestibile dal calibro di 34–65 millimetri, e viene poi impilata dai 3 ai 10 giorni a 14 °C in una cassa di pressatura, che le conferisce la caratteristica forma quadrata. Durante il periodo di pressatura avviene anche il processo di arrossamento del Pantli. A tale scopo, esso deve essere sigillato ermeticamente: se esposte all'aria infatti le salsicce diventerebbero grigie anziché rosse, e sebbene ancora commestibili, sarebbero difficilmente vendibili a causa del loro aspetto esteriore.
Dopo l'arrossamento, il Pantli viene appeso e lasciato essiccare all'aria e eventualmente affumicato a freddo al massimo a 40 °C. Tradizionalmente, per l'affumicatura viene utilizzata la segatura del legno resinoso di abete dell'Appenzello. Durante l'essiccazione, si verifica una perdita di peso di circa il 30-40%. L'intero processo di produzione può durare dai 4 ai 14 giorni.
| Criterio                                                      | Valore |
| ------------------------------------------------------------- | ------ |
| Rapporto proteine del tessuto connettivo-proteine totali (Q1) | ≤ 20%  |
| Proteine                                                      | ≥ 20%  |
| Grassi                                                        | ≤ 45%  |
| Carboidrati                                                   | ≤ 1%   |

## Produzione e consumo
Nel 2005 le 20 macellerie artigianali appenzellesi produssero circa 54 tonnellate di Appenzeller Pantli, mentre la produzione industriale era di 48 tonnellate. Il Pantli viene consumato come merenda o spuntino assieme a formaggio, pane scuro e vino o mosto. Contrariamente al passato, a oggi viene preferito il Pantli morbido rispetto a quello duro.